# Szent Mihály és Gábriel arkangyalok fatemplom (Nagyvárad)
A Szent Mihály és Gábriel arkangyalok fatemplom műemlékké nyilvánított épület Romániában, Bihar megyében. A romániai műemlékek jegyzékében a  BH-II-m-B-01047 sorszámon szerepel.